# Nickel(II)-titanat
Nickel(II)-titanat ist eine anorganische chemische Verbindung des Nickels aus der Gruppe der Titanate.

## Gewinnung und Darstellung
Nickel(II)-titanat kann durch Reaktion von Nickel oder Nickel(II)-oxid mit Titandioxid bei Temperaturen über 1000 °C oder durch Reaktion von Nickelstearat und Tetra-n-butyltitanat oder Nickel(II)-hydroxid mit Titandioxid in Cetyltrimethylammoniumbromidlösungen gewonnen werden.
{\displaystyle \mathrm {NiO+TiO_{2}\longrightarrow NiTiO_{3}} }

## Eigenschaften
Nickel(II)-titanat ist ein gelblicher Feststoff, der praktisch unlöslich in Wasser ist. Er besitzt eine trigonale Kristallstruktur vom Ilmenittyp mit der Raumgruppe R3 (Raumgruppen-Nr. 148). Er ist ein n-Typ-Halbleiter mit einer Bandlücke von 2,18 eV.

## Verwendung
Nickel(II)-titanat wird als gelbes Pigment (mit hohem Reflexionsgrad auch im Infrarotbereich) und für die Photokatalyse verwendet.